# Alcoy

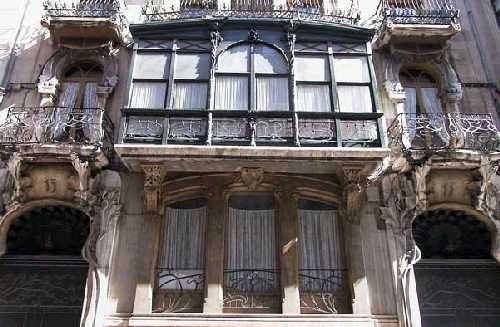
Casa del Pavo

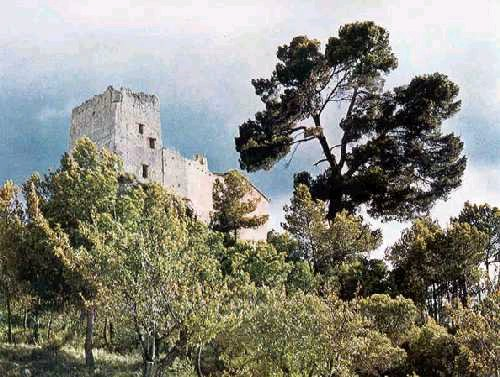
Castillo de Barchell

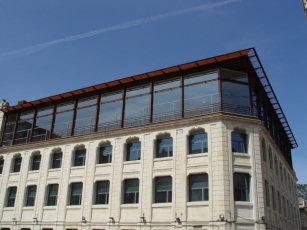
Edificio Carbonell

Die südostspanische Stadt Alcoy (valencianisch Alcoi) liegt in der Provinz Alicante in der autonomen Valencianischen Gemeinschaft.

## Lage und Klima
Alcoy liegt im Tal des Río Serpis im Hinterland der Costa Blanca in einer Höhe von ca. 560 m. Die Entfernung zur nordöstlich gelegenen Küstenstadt Gandia beträgt etwa 65 km (Fahrtstrecke); bis nach Valencia sind es ca. 110 km, die südlich gelegene Großstadt Alicante ist nur etwa 60 km entfernt. Das Klima ist wegen der relativen Höhenlage und der waldreichen Umgebung der Stadt gemäßigt bis mild; Regen (ca. 500 bis 600 mm/Jahr) fällt überwiegend in den Wintermonaten.

## Bevölkerungsentwicklung
| Jahr      | 1857   | 1900   | 1950   | 2000   | 2022   |
| Einwohner | 25.315 | 32.053 | 43.880 | 60.423 | 58.960 |

Aufgrund der industriellen Entwicklung der Stadt ist die Einwohnerzahl im 19. und 20. Jahrhundert deutlich angestiegen.

## Wirtschaft
Alcoy ist eine der ältesten Industriestädte Spaniens, denn schon im 16. Jahrhundert zwangen die kargen Erträge der Landwirtschaft die Bewohner zur Suche nach einem zusätzlichen Verdienst. Wegen des reichlich vorhandenen Wassers der Flüsse entwickelte sich eine Tuchindustrie: Dank der Wasserkraft konnten hydraulische Maschinen angetrieben und die wasserintensive Färbung von Stoffen betrieben werden. Auch eine reichlich Wasser benötigende Papierindustrie (heute noch: Zigarettenpapier) entstand.

## Geschichte
Der Abri El Salt ist eine archäologische Stätte aus dem Mittelpaläolithikum, westlich von Alcoy.
Die Flüsse verhalfen dem abgelegenen Bergdorf Alcoy zu Beginn des 19. Jahrhunderts zu einem gewaltigen industriellen Aufschwung, weil mit Hilfe der Wasserkraft Textilmaschinen betrieben werden konnten. Allerdings verloren dadurch Tausende seit Generationen dort ansässiger Weber, die noch mit Spulrad und Webstuhl arbeiteten, ihre Lebensgrundlage. Die Entdeckung von Kohlenflözen in der Nähe der Stadt machte auch die Verwendung der Dampfkraft rentabel. Noch heute sind einige der riesigen Maschinen-Stahlkonstruktionen aus dem 19. Jahrhundert zu bewundern.
Auf Grund der wachsenden Industrie kam es zur Ausweitung des mittelalterlichen Stadtkerns und zum Bau von Brücken, um die einzelnen Stadtteile miteinander zu verbinden. Eine der ältesten Brücken ist die María-Cristina-Brücke. Das über den Fluss Molinar führende Canalejas-Viadukt, war auf Grund seiner Metallstruktur zu seiner Bauzeit um 1907 eine bedeutende Neuheit.

## Kultur
Das historische Zentrum Alcoys bildet die Plaza de España, an der sich das Rathaus, die Kirche der Heiligen María und ein von Architekt Santiago Calatrava gebauter Saal befinden. Sehenswert ist u. a. das Archäologische Museum und das Museum, das das Fest der Mauren und Christen behandelt.

## Feste
- Beim Fest der Mauren und Christen von Alcoy (22. bis 24. April) spielen mehr als hundert Laiendarsteller die Schlacht der maurischen und christlichen Truppen nach; außerdem finden Umzüge der kostümierten Bruderschaften (cofradías) statt.
- Die jeden letzten Samstag im September zu Ehren der Heiligen Jungfrau, der Virgen de los Lirios, stattfindende Wallfahrt (Romería a la Font Roja) ist eins der wichtigsten Ereignisse im Leben der Stadt.

### Museen und Denkmäler
- Mittelalterliches Viertel
- Kirche Santa María
- Kirche Santo Tomás
- Kirche San Jorge
- Städtisches Archäologiemuseum „Camilo Visedo Molto“
- Festmuseum im „Haus Casal San Jordi“ (über die Mauren und Christen)
- Pfarrmuseum „San Mauro y San Francisco“

## Söhne und Töchter der Stadt
- Antonio Gisbert Pérez (1834–1902), Kunstmaler des Klassizismus
- Antonio Vilaplana Molina (1926–2010), römisch-katholischer Geistlicher, Bischof von Plasencia (1976–1987) und León (1987–2002)
- Rafael Sanus Abad (1931–2010), Theologe, Professor und Weihbischof in Valencia
- Amando Blanquer Ponsoda (1935–2005), Komponist und Professor
- Ricardo Calvo Mínguez (1943–2002), Schachmeister
- Camilo Sesto (1946–2019), Sänger, Schauspieler, Musikproduzent und Komponist
- Francisco Carrasco (* 1959), Fußballspieler
- Carmen Jordá (* 1988), Rennfahrerin
- Nicolás Terol (* 1988), Motorradrennfahrer